# Australische Nationalmannschaft bei der Internationalen Sechstagefahrt
Die australischen Nationalmannschaften bei der Internationalen Sechstagefahrt sind eine Auswahl von Fahrern und Fahrerinnen für die Nationenwertungen dieses Wettbewerbes.
Entsprechend der Regelungen für die Sechstagefahrt wurden Nationalmannschaften für die Wertung um die Trophy (später: World Trophy), Silbervase (ab 1985: Junior World Trophy) und die Women’s World Trophy zugelassen. Der Umfang der Mannschaften und die Regularien für die Teilnahme änderte sich mehrmals im Laufe der Zeit.
1925 nahm bei der Internationalen Sechstagefahrt in Southampton mit einem Silbervase-Team erstmals eine Nationalmannschaft aus Australien teil. – Dies sollte jedoch gleichzeitig das einzige Mal für mehr als 50 Jahre sein: Erst 1977 nahm wieder eine australische Nationalmannschaft am Wettbewerb teil.
Im Jahr 1995 konnte erstmals ein Sieg in der Junior World Trophy und 2015 in der World Trophy errungen werden. Überaus erfolgreich waren die Frauennationalmannschaften, welche bislang insgesamt sechs Mal und all diese Siege in Folge erringen konnten.
Die Liste erhebt keinen Anspruch auf Vollständigkeit.

## 1925–2006
| Jahr                    | World Trophy | Silbervase |
| ----------------------- | --- | --- |
| 1925                    | keine Teilnahme | 3. S. M. Williams (A.J.S. 349) A. W. Gregory (A.J.S. 498) A. G. Stratford (A.J.S. 498)                                 |
| {\displaystyle \vdots } | keine Teilnahme | keine Teilnahme |
| 1977                    | keine Teilnahme | 15. |
| 1978                    | 9. Colin Tregonning (SWM 125) Syd Moore (Husqvarna 250) Mark Chapman (KTM 250) Norman Watts (SWM 350) Graham Smith (KTM 500) Hans Appelgren (Husqvarna 500)                           | 11. Murray Tainton (SWM 175) Ted Goddard (Can-Am 250) Geof Eldridge (KTM 250) Peter Roberts (SWM 250)                  |
| 1979                    | 13. Colin Tregonning (Maico 250) Mark Chapman (KTM 250) Allan Cunningham (Can Am 500) Robert Haskins (Yamaha 175) Philip Lovett (Husqvarna 125) Norman Watts (SWM 250)                | 7. Geoffrey Ballard (Maico 350) Ted Goddard (Can-Am 500) Laurie Alderton (Maico 500) Geof Eldridge (KTM 250)           |
| 1980                    | 12. Geoff Eldrige (KTM 125) Geoff Olholm (KTM 175) David McDonnel (Kawasaki 175) Mark Chapman (KTM 250) John Hand (Suzuki 250) Geoff Udy (Suzuki 500)                                 | 11. Murray Watts (Husqvarna 125) Kent Owen (Husqvarna 250) Philip Lovett (Husqvarna 500) Peter Payne (Husqvarna 500)   |
| 1981                    | 12. Murray Watts (Husqvarna 125) Peter Savige (Yamaha 175) Jeff Dawson (Yamaha 250) Howard Pepperell (KTM 250) Laurie Alderton (Maico 490) Peter Payne (Yamaha 465)                   | 7. Philip Lovett (KTM 125) Allan Cunningham (Husqvarna 250) Mark Chapman (KTM 250) Geoffrey Ballard (Maico 500)        |
| 1982                    | 11. Jeff Dawson Hans Appelgren Murray Watts Geoff Olholm Pringle Grant | 13. Geoffrey Ballard Mitch Heffernan                                                                                   |
| 1983                    | 11. Malcom Hall (Honda 80) Greg Harewood (KTM 125) Mike Millis-Thon (Husqvarna 250) Norm Watts (Husqvarna 250) Murray Watts (Husqvarna 250) Gordon Maslin (KTM 500)                   | 10. Byan Noble (KTM 125) Geoffrey Ballard (Armstrong 250) Gary Hore (KTM 250) Phillip Gielis (Husqvarna 250)           |
| 1984                    | 12. Greg Harewood (KTM 125) Philip Lovett (KTM 250) Mike Millis-Thon (Husqvarna 250) Jeff Dawson (Husqvarna 400) Pelle Ganqvist (Husqvarna 400) Gordon Maslin (KTM 500 4T)            | 4. Phillip Gielis (Yamaha 250) Craigh Ralph (Yamaha 250) John Slade (Maico 490) Nigel Wuoti (Husqvarna 400)            |
| 1985                    | 6. Jeff Dawson (Husqvarna 125) Mitch Heffernan (Maico 250) Alan Maher (KTM 250) Pelle Ganqvist (KTM 250) Lloyd Spencer (Honda 500 4T) Murray Watts                                    | ab 1985: Junior World Trophy                                                                                           |
| 1985                    | 6. Jeff Dawson (Husqvarna 125) Mitch Heffernan (Maico 250) Alan Maher (KTM 250) Pelle Ganqvist (KTM 250) Lloyd Spencer (Honda 500 4T) Murray Watts                                    | keine Teilnahme |
| 1986                    | 7. Jeff Dawson (Cagiva 125) Richard Nielsen (Yamaha 250) Michael Ford (Kawasaki 200) Reece Yarnold (Honda 250) Pelle Ganqvist (KTM 350) Lloyd Spencer (Honda 600 4T)                  | 11. Malcolm Hall (Accossato 80) Andrew Suthcliffe (Husqvarna 125) Danny Perkin (KTM 350) Gavin McLeod (Honda 350)      |
| 1987                    | 8. Geoffrey Griffith (Honda 125) Geoffrey Ballard (Kawasaki 250) Phillip Gielis (Yamaha 250) Phillip Nielsen (Yamaha 250) Andrew Carruther (KTM 500) Richard Nielsen (Yamaha 350)     | keine Teilnahme |
| 1988                    | 14. Geoffrey Ballard (KTM 500) Gavin McLeod (Yamaha 350) Richard Nielsen (Yamaha 350) Danny Perkins (KTM 250) R. Fleiter (Honda 350) David Stuart (KTM 125)                           | keine Teilnahme |
| 1989                    | 13. Anthony Day (KTM 125) Andrew Carruther (KTM 250) Michael Shearer (Husqvarna 250) Frank Bonfadini (KTM 500) Scott Staines (KTM 500) Tim Shearer (Husqvarna +500 4T)                | keine Teilnahme |
| 1990                    | 14. Brett Smith (Yamaha 125) David Fleming (Kawasaki 250) Rick Madden (Yamaha 350 4T) Geoffrey Ballard (Honda 350 4T) David McFarlane (Honda 350 4T) Andrew Carruther (Husqvarna 500) | keine Teilnahme |
| 1991                    | 9. Peter Burrell (Honda 125) Mark Peacock (KTM 250) David McFarlane (Suzuki 250) Kevin Bowden (KTM 500) Rob Urquhart (KTM 500) Michel Todorovic (Husqvarna 350 4T)                    | keine Teilnahme |
| 1992                    | 11. Frank Bonfadini (KTM 500) Geoffrey Ballard (Honda +500 4T) Tim Shearer (Husqvarna 350 4T) David Armstrong (KTM 250) Kevin Bowden (Husqvarna 250) Peter Buckley (Kawasaki 250)     | 4. Jason Cater (Yamaha 500) Mark Avard (Husqvarna 250) Matt Woodhouse (KTM 250) Shane Watts (Suzuki 250)               |
| 1993                    | 9. Anthony Vickers (KTM 125) Craig Hage (Husqvarna 250) Peter Carney (KTM 250) Shane Watts (KTM 250) David Cocking (KTM 500) David Holt (Husqvarna 1300)                              | keine Teilnahme |
| 1994                    | 6. Anthony Vickers (TM 125) Peter Carney (TM 175) Craig Smith (Husqvarna 175) David Cocking (KTM 350 4T) Geoff Ballard (Honda 1300 4T) Mark Peacock (Husqvarna 175)                   | 2. Shane Watts (KTM 175) Stuart Morgan (Honda 175) Shawn Reed (Yamaha 350 4T) Jamie Cunningham (Husqvarna 1300 4T)     |
| 1995                    | 4. Mark Avard (Honda 125) Kevin Bowden (Husqvarna 175) Stuart Morgan (Honda 175) Anthony Vickers (TM 175) David Cocking (KTM 350 4T) Michael Shearer (Husqvarna 350 4T)               | 1. Shane Watts (KTM 175) Shawn Reed (Yamaha 175) Ian Cunningham (Husqvarna 350 4T) Jamie Cunningham (Husqvarna 500 4T) |
| 1996                    | 10. Peter Martin (TM 125) Shane Watts (KTM 175) Stuart Morgan (KTM 175) Shawn Reed (Husqvarna 400) Michael Shearer (Husqvarna 500) Mark Avard (TM 125)                                | 6. Damien Grabham (Husqvarna 125) Damian Smith (KTM 125) Matthew Shelton (Husqvarna 125) Ben Bunda (TM 175)            |
| 1997                    | 6. Shane Watts (KTM 125) Anthony Vickers (TM 125) Stefan Merriman (Husqvarna 125) Peter Martin (Suzuki 175) Stuart Morgan (KTM 175) Jamie Cunningham (Husqvarna +500 4T)              | 5. Damian Smith (KTM 125) Damien Grabham (TM 125) Ben Grabham (TM 125) Ian Cunningham (Husqvarna 400 4T)               |
| 1998                    | 3. Peter Martin Stuart Morgan Stefan Merriman Shane Watts Anthony Vickers Jamie Cunningham                                                                                            | 3. Ian Cunningham Jeremy Gannon Ben Grabham Douglas                                                                    |
| 1999                    | 3. Damien Smith (TM 125) Ben Grabham (Husqvarna 125) Timothy Martin (Yamaha 250) Geoffrey Ballard (Honda 250) Stuart Morgan (Yamaha 400) Ian Cunningham (Vertemati 500 4T)            | 4. Jeremy Gannon (KTM 125) Adam Waldon (KTM 250) Matthew Stallman (Honda 250) Craig Douglas (Yamaha 250)               |
| 2000                    | 4. Damien Smith (TM 125) Stefan Merriman (Husqvarna 250) Shane Watts (KTM 250) Peter Martin (Yamaha 250) Stuart Morgan (Yamaha 400) Ian Cunningham (Husaberg 400)                     | 16. Jeremy Gannon (Husqvarna 250) Nigel Campbell (Honda 250) Ben Grabham (Honda 250) Adam Waldon (KTM 400)             |
| 2001                    | 4. Stefan Merriman (Husqvarna) Shane Watts (KTM) Brad Williscroft (KTM) Damien Grabham (Yamaha) Ben Grabham (Yamaha) Damien Smith (Husqvarna)                                         | 9. Adam Lees (Husqvarna) Ian Price (KTM) Michael Oliver (KTM) Kerry Green (Yamaha)                                     |
| 2002                    | 12. Damian Smith (Yamaha 125) Shane Watts (KTM 125) Stefan Merriman (Husqvarna 125) Bradley Williscroft (KTM 175) Kirk Hutton (Yamaha 175) Ben Grabham (Yamaha 250)                   | 13. Kerry Green (Yamaha 125) Michael Oliver (KTM 175) Ryan Smart (Yamaha 250) Jacob Stapleton (TM 250)                 |
| 2003                    | 5. Ryan Rouquet (Yamaha 249) Kirk Hutton (Yamaha 250) Stefan Merriman (Honda 250) Shane Watts (KTM 450) Damian Smith (Yamaha 125) Bradley Williscroft (KTM 300)                       | 6. Glenn Kearney (Yamaha 250) Michael Oliver (KTM 250) Anthony Roberts (KTM 125) Jacob Stapleton (TM 249)              |
| 2004                    | 6. Damian Smith (Yamaha) Stefan Merriman (Yamaha) Kirk Hutton (Yamaha) Michael Oliver (KTM) Bradley Williscroft (KTM) Stuart Bennett (KTM)                                            | 3. Anthony Roberts (Husqvarna) Jacob Stapleton (TM) Glenn Kearney (Yamaha) Ben Grabham (Yamaha)                        |
| 2005                    | 5. Damian Smith (Yamaha) Jehi Willis (KTM) Anthony Roberts (Husqvarna) Stefan Merriman (Yamaha) Jacob Stapleton (TM) Bradley Willicroft (KTM)                                         | 7. Darren Lloyd (TM) Blake Hore (Yamaha) Adam Lees (Husaberg) Shannon Lewry (Husaberg)                                 |
| 2006                    | 6. Damian Smith (Husqvarna 125) Glenn Kearney (Suzuki 250) Stefan Merriman (Yamaha 250) Anthony Jae Roberts (Yamaha 250) Bradley Williscroft (KTM 300) Jake Stapleton (TM 250)        | 3. Christopher Hollis (Yamaha 250) Blake Hore (Yamaha 450) Joshua Strang (Kawasaki 250) Darren Lloyd (TM 300)          |

## Seit 2007
| Jahr | World Trophy | Junior World Trophy                                                                                              | Women’s World Trophy                                                                                 |
| ---- | --- | --- | --- |
| 2007 | 6. Kirk Hutton (Yamaha 125) Damian Smith (Yamaha 250) Ben Kearney (KTM 250) Anthony Roberts (Honda 450) Jehi Wilis (KTM 300) Darren Loyd                | 4. Christopher Hollis (Yamaha 250) Joshua Strang (Suzuki 250) Jarrod Bewley (Yamaha 250) Blake Hore (Yamaha 450) | keine Teilnahme                                                                                      |
| 2008 | 6. Christopher Hollis (Yamaha) Kirk Hutton (Yamaha) Ben Kearney (KTM) Glenn Kearney (Husqvarna) Stefan Merriman (Aprilia) Anthony Roberts (Honda)       | 2. Jarrod Bewley (Yamaha) Geoff Braico (KTM) Blake Hore (Yamaha) Andrew Lloyd (Moto TM)                          | keine Teilnahme                                                                                      |
| 2009 | 4. Christopher Hollis (Husqvarna) Kirk Hutton (Yamaha) Glenn Kearney (Husqvarna) Steffan Merriman (Yamaha) Toby Price (Kawasaki) Jarrod Bewley (Yamaha) | 13. Geoffrey Braico (KTM) Joshua Green (Kawasaki) Andrew Lloyd (TM) Nicholas Beattie (Yamaha)                    | 3. Jacqui Jones (Yamaha) Alison Parker (Yamaha) Jemma Wilson (Yamaha)                                |
| 2010 | keine Teilnahme | keine Teilnahme                                                                                                  | keine Teilnahme                                                                                      |
| 2011 | 13. Kirk Hutton (Yamaha) Glenn Kearney (Husqvarna) Daniel Milner (Yamaha) Matthew Phillips (Yamaha) Toby Price (KTM) Geoff Braico (Husaberg)            | 5. Scott Keegan (Husqvarna) Josh Ballard (Yamaha) Mitcham Harper (KTM) Mitchell Bowen (KTM)                      | 3. Jessica Gardiner (Yamaha) Alison Parker (Yamaha) Jemma Wilson (Yamaha)                            |
| 2012 | 2. Christopher Hollis (KTM) Glenn Kearney (Husqvarna) Daniel Milner (Yamaha) Matthew Phillips (Yamaha) Toby Price (KTM) Joshua Strang (KTM)             | 2. Benjamin Burrell (KTM) Lachlan Stanford (Suzuki) Luka Bussa (Husqvarna) Mitcham Harper (Yamaha)               | 3. Jessica Gardiner (Yamaha) Tanya Hearn (KTM) Tayla Jones (KTM)                                     |
| 2013 | 4. Joshua Green (Yamaha) Christopher Hollis (KTM) Glenn Kearney (Husqvarna) Matthew Phillips (Husqvarna) Joshua Strang (Suzuki) Daniel Milner (Yamaha)  | 6. Benjamin Burrell (KTM) Lachlan Stanford (Husqvarna) Scott Keegan (Husaberg) Thomas McCormack (Yamaha)         | 1. Jessica Gardiner (Sherco) Tayla Jones (KTM) Jemma Wilson (Yamaha)                                 |
| 2014 | 6. Jarrod Bewley (Husqvarna) Daniel Milner (Yamaha) Joshua Green (Yamaha) Matthew Phillips (KTM) Toby Price (KTM) Joshua Strang (Yamaha)                | 3. Scott Keegan (Husqvarna) Thomas McCormack (Yamaha) Daniel Sanders (KTM) Lachlan Stanford (Husqvarna)          | 1. Jessica Gardiner (Sherco) Tayla Jones (KTM) Jemma Wilson (Yamaha)                                 |
| 2015 | 1. Joshua Green (Yamaha) Daniel Milner (Yamaha) Matthew Phillips (KTM) Beau Ralston (Yamaha) Lachlan Stanford (Husqvarna) Glen Kearny (Husqvarna)       | 1. Broc Grabham (Sherco) Tom Mason (KTM) Daniel Sanders (KTM) Tye Simmonds (KTM)                                 | 1. Jessica Gardiner (Sherco) Tayla Jones (Yamaha) Jemma Wilson (Yamaha)                              |
| 2016 | 22. Daniel Milner (Yamaha) Daniel Sanders (KTM) Lachlan Stanford (Husqvarna) Joshua Strang (Husqvarna)                                                  | 6. Tom McCormack (Yamaha) Jack Simpson (KTM) Nic Tomlinson (KTM)                                                 | 1. Jessica Gardiner (Yamaha) Tayla Jones (Yamaha) Jemma Wilson (Yamaha)                              |
| 2017 | 2. Matthew Phillips (Sherco) Daniel Sanders (KTM) Daniel Milner (KTM) Joshua Green (Yamaha)                                                             | 16. Michael Driscol (Yamaha) Wil Ruprecht (Yamaha) Lyndon Snodgrass (KTM)                                        | 1. Tayla Jones (Husqvarna) Jessica Gardiner (Yamaha) Jemma Wilson (Yamaha)                           |
| 2018 | 1. Daniel Milner (KTM) Daniel Sanders (Husqvarna) Lyndon Snodgrass (KTM) Joshua Strang (Husqvarna)                                                      | 5. Fraser Higlett (Husqvarna) Thomas Mason (KTM) Andrew Wilksch (Sherco)                                         | 1. Tayla Jones (Husqvarna) Jessica Gardiner (Yamaha) Mackenzie Tricker (KTM)                         |
| 2019 | 2. Matthew Phillips (KTM) Daniel Sanders (Husqvarna) Joshua Green (Yamaha) Luke Styke (Yamaha)                                                          | 1. Michael Driscoll (Yamaha) Fraser Higlett (Husqvarna) Lyndon Snodgrass (KMT)                                   | 8. Tayla Jones (Husqvarna) Jessica Gardiner (Yamaha) Mackenzie Tricker (KTM)                         |
| 2021 | keine Teilnahme | keine Teilnahme                                                                                                  | keine Teilnahme                                                                                      |
| 2022 | 21. Daniel Milner (Fantic) Todd Waters (Husqvarna) Josh Green (Yamaha) Andrew Wilksch (Husqvarna)                                                       | 3. Kyron Bacon (Yamaha) Korev McMahon (GasGas) Blake Hollis (Yamaha)                                             | 3. Jessica Gardiner (Yamaha) Emelie Karlsson (KTM) Ebony Nielsen (GasGas)                            |
| 2023 | keine Teilnahme | keine Teilnahme                                                                                                  | 2. Jessica Gardiner (Yamaha) Tayla Jones (Husqvarna) Danielle McDonald (Yamaha)                      |
| 2024 | 4. Kyron Bacon (Yamaha 250 4T) Jonte Reynders (Sherco 300 4T) Cooper Sheidow (Yamaha 250 4T) Joshua Strang (Beta 300 2T)                                | 4. William Dennett (Yamaha 450 4T) Korey McMahon (GasGas 450 4T) Angus Riordan (KTM 250 4T)                      | 2. Jessica Gardiner (Yamaha 250 4T) Tayla Jones (Husqvarna 250 4T) Danielle McDonald (Yamaha 250 4T) |